# Blok 45
Le Blok 45 (en serbe cyrillique : Блок 45) est un quartier de Belgrade, la capitale de la Serbie. Il est situé dans la municipalité de Novi Beograd.

## Localisation
Le Blok 45 est délimité par les rues Dr Ivana Ribara, Jurija Gagarina, Nehruova et par la rivière de la Save.

## Caractéristiques
Dans le blok se trouve le centre commercial Enjub, qui met à la disposition de sa clientèle des dizaines d'enseignes et abrite le siège social de quelques entreprises.
L'école élémentaire Branko Radičević est située dans le blok ; elle est considérée comme l'une des plus grandes de la capitale serbe ; son origine remonte à 1885. Elle était à l'époque connue sous le nom de Topčiderska škola, parce qu'elle était hébergée dans les bâtiments d'une caserne de Topčider ; elle est installée dans ses locaux actuels depuis 1972. L'école a servi de décor de tournage pour le film Jedan na jedan écrit et réalisé par Mladen Matičević en 2002 ; ce film est parfois décrit comme un « western du béton ». Un épisode de la série télévisée serbe Pozorište u kući y a également été tourné.
Sur le bord de la Save, dans le Blok 45, est organisée une manifestation appelée « Novobeogradsko leto », « l'été de Novi Beograd ».

## Transports
Le blok 45 est accessible par de nombreuses lignes de la société GSP Beograd. On y trouve les lignes d'autobus 45 (Blok 44 – Zemun Novi Grad), 73 (Novi Beograd Blok 45 – Batajnica), 82 (Zemun Kej oslobođenja – Bežanijsko groblje – Blok 44), 94 (Novi Beograd Blok 45 – Miljakovac I), 95 (Novi Beograd Blok 45 – Borča III), 602 (Novi Beograd Blok 45 – SRC Surčin), 604 (Novi Beograd Blok 45 – Preka kaldrma) et 610 (Zemun Kej oslobođenja – Jakovo) ; le blok sert de terminus aux lignes de tramway 7 (Ustanička - Blok 45), 7L (Tašmajdan - Blok 45), 9 (Banjica - Blok 45) et 13 (Blok 45 – Banovo brdo).